# María Josefa Canellada
María Josefa Canellada Llavona (Infiesto, Asturias, 13 de noviembre de 1912 - Madrid, 7 de mayo de 1995) fue una romanista, dialectóloga, folclorista y narradora española.

## Biografía
Muy joven se trasladó a Madrid y allí realizó estudios de bachillerato en el instituto de San Isidro.[cita requerida] El 31 de mayo de 1933 inició sus estudios de Filosofía y Letras en la Universidad Central de Madrid, donde entre sus profesores se contaban Tomás Navarro Tomás, Pedro Salinas, Xavier Zubiri, Rafael Lapesa, José Fernández Montesinos, Américo Castro y Ramón Menéndez Pidal. Siendo aún estudiante, entre 1933 y 1936 colaboró con Salinas en la revista literaria Índice y con Tomás Navarro Tomás en el Laboratorio de Fonética del Centro de Estudios Históricos. Interrumpidos sus estudios por la guerra civil española, no pudo concluirlos hasta después de la contienda; así, entre 1943 y 1944 (bajo la dirección de Dámaso Alonso) completó su tesis El bable de Cabranes, con la que se doctoró en Filología Románica para especializarse en dialectología y fonética.
Su novela Penal de Ocaña quedó finalista del premio Café Gijón de 1954 (el primer premio recayó sobre El balneario, de Carmen Martín Gaite), pero la censura franquista detuvo su impresión en junio de 1955, impidiendo su publicación, que no se materializaría hasta nueve años después (en una edición mutilada), para hacerlo con el texto original íntegro ya en 1985.
Colaboró con el Instituto Menéndez y Pelayo del Consejo Superior de Investigaciones Científicas (1940-1946) y en el Laboratorio de Fonética de la Universidad de Coímbra con el profesor Armando de Lacerda (fue profesora de la Facultad de Filosofía y Letras de la Universidad de Salamanca (1946-1948) y de sus Cursos para Extranjeros (1952-1958), colaborando además en la Sección de Filología del Colegio de México (1960). Fue además investigadora del Seminario Menéndez Pidal (1958-1962), profesora de Fonética Española en Middlebury College (1964), profesora de fonética española en los cursos de la universidad de Nueva York en España (1966-1974), profesora encargada de curso en la Facultad de Filosofía y Letras de la Universidad Complutense (1970-1973), profesora en el curso de Lengua y Literatura españolas para profesores de español en los países de habla inglesa del Caribe (1974-1975), profesora en los cursos hispano-filipinos para profesores de español (1976-1983), redactora principal del Diccionario manual de la Real Academia Española (1979-1988) y profesora invitada en el Romansk Institut de la Universidad de Copenhague (1981). 
Falleció en Madrid a los 83  años de edad.

## Reconocimientos
Miembro de la Real Academia Española desde 1986, y la Academia de la Lengua Asturiana en el año de su fundación. 

## Obra
- El bable de Cabranes (1944).
- Penal de Ocaña (1964, editorial Bullón, Madrid, censurada, 1985, con prólogo de Alonso Zamora Vicente, Espasa Calpe, novela.[4]
- Cuentos populares asturianos (1978).
- Montesín (1980).
- Leyendas, cuentos y tradiciones (Oviedo, 1983).
- María, Mariantia y yo (1990).
- Comportamientos tonales vocálicos en español y portugués, Madrid 1945. Con Armando de Lacerda.
- Antología de textos fonéticos, Madrid, 1965, 1972.
- Ed. de Lucas Fernández, Farsas y églogas, Madrid 1976
- Ed. de Íñigo López de Mendoza, marqués de Santillana, Refranero, Madrid 1980
- Pronunciación del español. Lengua hablada y literaria, Madrid 1987. Con John Kuhlmann Madsen.
- Refranes. 700 refranes españoles con sus correspondientes daneses, Kopenhagen, 1997; y Refranero español. Refranes, clasificación, significación y uso, Madrid 2001; ambos con Berta Pallarés.
- Antoloxía lliteraria, ed. de María del Pilar Fernández González, Gijón, 2002.